# George Mack
Pour les articles homonymes, voir Mack.
George Mack (1899-1963) est un ornithologue et collectionneur australien.

## Éléments biographiques
Il émigre d'Angleterre en Australie-Occidentale en 1919. Il travaille au Musée de Melbourne de 1923 à 1945. À cette époque, il publie une révision des espèces australiennes du genre Malurus. Il travaille ensuite au Musée du Queensland de 1945, dont il devient directeur en 1963, l'année de sa mort. Il a vu son action controversée en tuant un Miro boodang au cours de la Royal Australasian Ornithologists Union (RAOU) à Marlo, au Victoria en 1935 ce qui provoque un changement d'attitude dans la collecte d'échantillons.